# Ernst Christiansen
 For alternative betydninger, se Ernst Christiansen (redaktør). (Se også artikler, som begynder med Ernst Christiansen (redaktør))
Ernst Valdemar Christiansen (født 28. marts 1891 i Roskilde, død 4. december 1974 i København) var en dansk politiker (Socialdemokraterne) og minister. En periode formand for Danmarks Kommunistiske Parti (DKP).

## Liv og karrierer
Ernst var søn af Jens Christian Ludvig Christiansen og Birthe Marie Christensen, han blev døbt den 24. maj 1891 i Roskilde Domsogn. Han var født i Roskilde og uddannet typograf.
Ernst Christiansen var første formand for Danmarks Kommunistiske Parti fra 1919 til 1926. Ernst Christiansen søgte på grund af den politiske udvikling i Sovjetunionen optagelse i Socialdemokratiet i 1927.
Minister uden portefølje i Regeringen H.C. Hansen I fra 30. august 1955 til 28. maj 1957 med funktion som viceudenrigsminister.
Udgav sine erindringer og vurderinger i bogen Men det gik anderledes som udkom i 1960 på forlaget Fremad. Om Ernst er også skrevet bogen Ernst Christiansen 1891-1974 af Erik Tilsted Nielsen og Niels Hjort Hansen den udkom i 1978, den var udarbejdet som specialeopgave ved Danmarks Biblioteksskole.